# Cordylochernes dingo
Cordylochernes dingo es una especie de arácnido del orden Pseudoscorpionida de la familia Chernetidae.

## Distribución geográfica
Se encuentra en el oeste de Australia.